# Ekmanianthe
Ekmanianthe, maleni biljni rod iz porodice katalpovki smješten u Tabebuja savez. Sastoji se od dvije vrste drveća sa Kube i Hispaniole . Tipična je Tecoma longiflora Griseb., sinonim za Ekmanianthe longiflora.

## Opis
Rodu pripadaju dvije vrste drveća od 10 (E. actinophylla) do 18 ili 20 metara visine (E. longiflora)

## Vrste
1. Ekmanianthe actinophylla (Griseb.) Urb.
2. Ekmanianthe longiflora (Griseb.) Urb.